# Monte Rite
Monte Rite és una muntanya de 2.183 m, que forma part de les Dolomites, als Alps. Administrativament pertany al Vèneto italià. A la part baixa hi ha diversos nuclis de població, envoltats de densa vegetació boscosa. A la part alta és visible la roca calcària, tot i que roman coberta de neu durant els mesos freds. Al cim, a més d'un refugi per a alpinistes, hi ha un museu que fa homenatge als alpinistes i a l'art pictòric dedicat a retratar les Dolomites. Antigament va ser una zona fortificada, controlada per militars, d'on li ve el nom.

## Descripció i situació
El Monte Rite pertany a les Dolomites de Zoldo Té un vessant força boscós, entre els municipis de Venas di Cadore i Vodo (901 msnm), a la part dreta del torrent de Boite, fins a la resclosa natural d'Oltrechiusa. El paisatge al vessant sud està dominat pel municipi de Cibiana, famós per les pintures murals de les seves cases. El cim de la muntanya està format per una llarga carena, que la uneix amb altres: el Col Alto, la forca Dèona i la forca anomenada Forcella de Rite, que separa les dues anteriors. Des de dalt s'hi pot veure la part de les Dolomites pertanyent a la vall del Boite, la vall de Zoldo i l'àrea poblada de Cadore.

## Museu i refugi

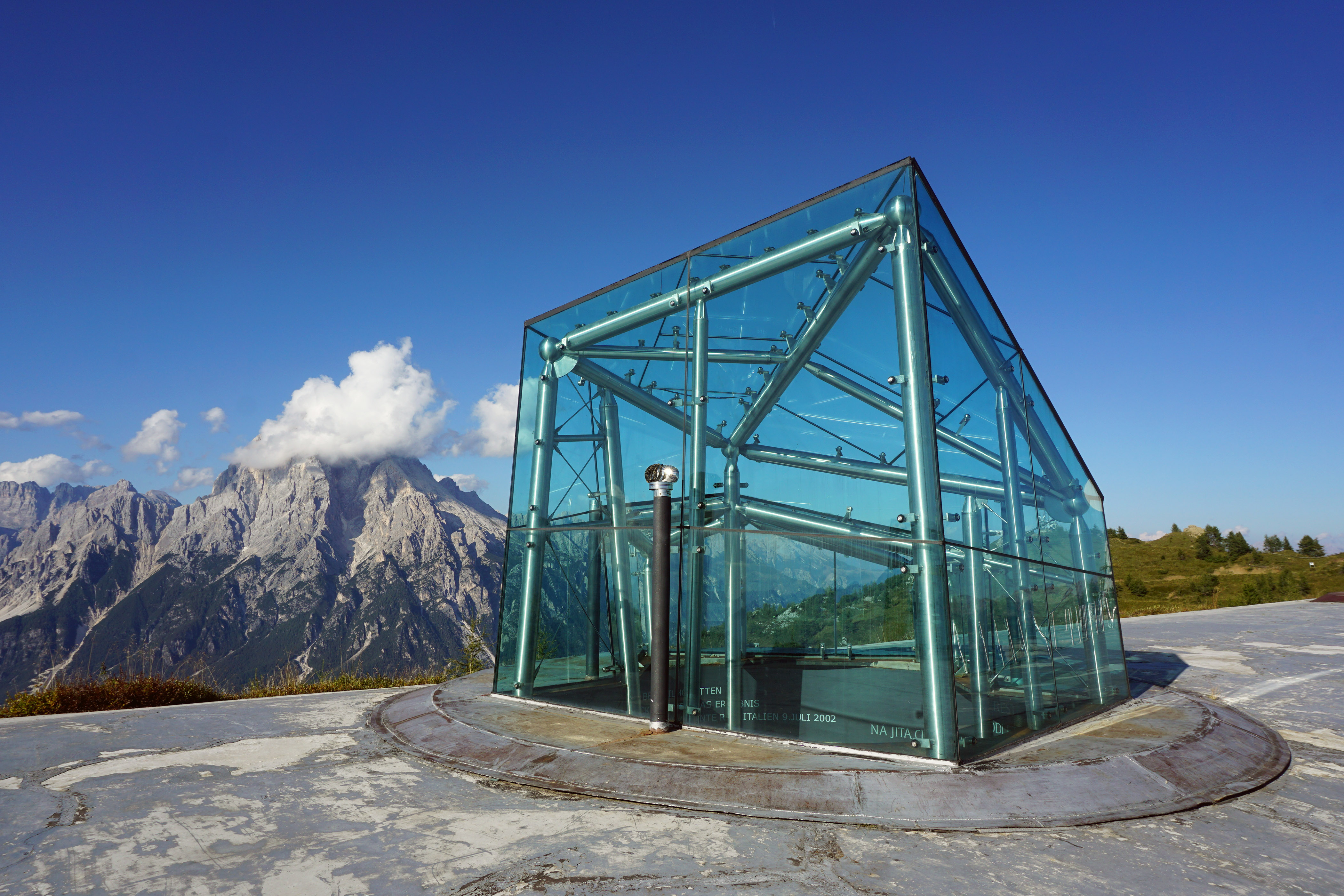
Entrada de vidre del museo, des de la qual els núvols són clarament visibles.

Sobre la carena hi ha restes de les fortificacions construïdes durant la primera guerra mundial. De fet, sembla que el seu nom deriva de l'alemany Ritter («cavaller»), ja que des de l'edat mitjana va ser un lloc fortificat, vigilat per cavallers.
També hi ha el Museu dels Núvols, edificat per iniciativa de l'alpinista Reinhold Messner, que fou finançat amb fons de la Unió Europea i de la regió del Vèneto. Això va fer que també s'hi construïssin restaurants per acollir els visitants.
Aquest museu, el més alt d'Europa, és un dels cinc que formen el circuit Messner Mountain Museum, tots ells situals als Alps. Al seu interior hi ha una exposició de pintures que representen les Dolomites, des del Romanticisme fins a l'actualitat. També hi ha una col·lecció d'objectes i documents pertanyents a grans alpinistes, amb els quals es pot veure com ha evolucionat la tècnica de l'escalada sobre roca a través dels anys. El museu només roman obert duran els mesos estival (des de juny fins a setembre). Annex al museu està el refugi Dolomites, obert durant l'estació hivernal, al qual es pot accedir amb esquís o raquetes de neu. A l'estiu hi ha un servei d'autobús que enllaça el museu i el refugi amb la forca Cibiana, on està el refugi Remauro.
Pels qui desitgin arribar al Monte Rite a peu, es pot agafar la drecera que comença a la primera corba, en sortint del camí militar que fan servir actualment els autobusos. El cim és fàcilment accessible des de la Forcella Cibiana, a unes dues hores de caminada.

## Excursions
Hi ha diverses rutes recomanades per a excursionistes que recorren aquesta muntanya:
- Una comença a la Forca Dèona i segueix una drecera durant una hora i mitja aproximadament d'uns sis quilòmetres. Tot al llarg del camí hi ha taulons informatius.
- Una altra ruta, sortint de la cruïlla entre Val Inferna i la Ciandolada, que finalitza al refugi Venezia, també dura unes sis hores.
- Des de la Forcella Dèona (2.053 m) per l'indicador 478, seguint la mateixa quota, s'enfila fins al Col Alto (2.145 m) per després baixar fins a la forca de Val Inferna (1.748 m). Des d'allà per la drecera assenyalada amb els números 494-478 va baixant, per una vall boscosa del vessant septentrional, fins a la clariana on està el refugi Talamini (1.582 m). Després seguint l'indicador 456, es creua la forca Ciandolada (1.565 m) fins a arribar al camí dels militars que desemboca a Zoppè di Cadore. Seguint-lo es travessant els vessants sud del mont Pénna (2.196 m) i, després el pas de Rutòrto (1.931 m), fent cap finalment al refugi Venezia (1.946 m).